# Рамадан (казахский род)
Рамадан (каз. рамадан) — казахский род, являющийся одним из семи подразделений племени Жетыру в составе Младшего жуза. По альтернативной классификации С. А. Аманжолова, Рамадан относится к малоордынским родам дулатов.
Подобно табын, у рамадан тамговый знак представлял собой перевернутый «чумыч» — большую деревянную ложку.
Первые упоминания о Рамадане среди родов младшего жуза появляются в списке М. Тевкелева 1748 года. Впоследствии описывался А. Левшиным и другими источниками. Боевой клич Уран Рамадан — Дулат. По данным Гродекова и Тынышпаева, тамга рода рамадан совпадает с тамгой некоторой родов племен дулат и албан из Старшего жуза, что по мнению В. В. Вострова и М. С. Муканова говорит о том, что род Рамадан является потомками дулат и албан, переехавших на запад Казахстана (в современных границах) на территорию Младшего жуза. Этой гипотезе противоречит наличие племени Рамадан в списке 92 дешти-кипчакских племён. По мнению Р. Темиргалиева, этот факт свидетельствует о том, что история рода имеет более глубокие корни. По мнению Ж. М. Сабитова, род Рамадан появился у казахов вследствие контактов с башкирами.

## История
В переводе с арабского слово рамадан является названием месяца обязательного для мусульман поста (саум), является одним из пяти столпов ислама.
Рамадан был одним из родов Младшего жуза, в 1731 году присягнувших Российской империи. От имени рода присягу принёс Менкела-батыр. После этого основная часть рода переселилась в окрестности Ташкента. Там казахи рода Рамадан, вместе с Шанышкылы и Канлы оказали поддержку правителю Ташкентского государства Юнусходже. Рассказы казахов начала XX века упоминают батыров из рода Рамадан Жолана и Есенкельды среди военачальников Юнусходжи. В конце 1858 года род Рамадан участвовал в антикокандском восстании.

## География расселения
В XVIII веке проживали на западе Казахстана и в окрестностях Ташкента. В XIX веке зимой — возле Сырдарьи и в Каракумах, летом — в степях и около Троицка, также Рамадан проживали в Ташкентском уезде.
Подобно Телеу, Рамадан кочевали летом вдоль Сырдарьи, а зимой вдоль Тобола.
Представители рода Рамадан проживают на территории Жамбылской и Южно-Казахстанской области и Павлодарской Баян-аульской

## Численность
Род является самым малочисленным среди родов младшего жуза: по данным на конец XIX в. — начало XX в. численность рода составляла 5 тысяч человек. По другим данным — 11,3 тысяч в 1911 году.

## Подразделения
Род делится на подроды Алатай, Дулат, Мусак, Коркаба, Тасжарган, Акберик, Караборик, Кожас.

## Представители
Фольклорные персонажи, по легендам происходящие из рода Рамадан:
- Жиренше-шешен[11]
- Алдар-Косе[12][11]